# فرودگاه بروکسل (کانادا)
فرودگاه بروکسل (کانادا) (به انگلیسی: Brussels (Armstrong Field) Airport) یک فرودگاه همگانی است که یک باند فرود چمن دارد و طول باند آن ۷۶۲ متر است. این فرودگاه در کشور کانادا قرار دارد و در ارتفاع ۳۳۵ متری از سطح دریا واقع شده‌است.